# Leavenworthia aurea
Leavenworthia aurea är en korsblommig växtart som beskrevs av John Torrey. Leavenworthia aurea ingår i släktet Leavenworthia och familjen korsblommiga växter. Inga underarter finns listade i Catalogue of Life.